# سینماتک سوئیس
سینماتک سوئیس (انگلیسی: Swiss Film Archive) یک بنیاد غیر تجاری تأیید شده سوئیس است که در لوزان مستقر است.اهداف آن جمع آوری ، محافظت ، مطالعه و ارائه بایگانی فیلم است.